# Division verticale du travail
 (avril 2014).
Si vous disposez d'ouvrages ou d'articles de référence ou si vous connaissez des sites web de qualité traitant du thème abordé ici, merci de compléter l'article en donnant les références utiles à sa vérifiabilité et en les liant à la section « Notes et références ».

La division verticale du travail est un principe énoncé par  Frederick Winslow Taylor qui consiste à effectuer une division entre les concepteurs du travail (ingénieurs) et les exécutants.
C'est ce que l'on appellera la division entre les cols blancs (les cadres) et les cols bleus (les ouvriers).
La division verticale du travail, découpe les décisions et les objectifs (dépossession du pouvoir de décision) exemple maison mère et filiales ou franchiseur-franchisé.
Elle peut être considérée comme une organisation hiérarchique.